# Altnauer Steg
Der Altnauer Steg (in einheimischer Mundart [ɑ̞ltnɑʊ̯ɔ ʃtæɡ]) ist ein im Jahre 2010 gebauter Schiffsanlegesteg der Gemeinde Altnau. Einzigartig ist seine Länge von 270 Metern, was ihn zum längsten Steg am gesamten Bodensee macht. Wegen seiner Länge wird er in Altnau gelegentlich auch Eiffelturm vom Bodensee genannt.

## Historisches

### Stelli

#### Vorgeschichte
Der Bodensee galt seit jeher als Verkehrsachse für verschiedenste Güter, welche mit Lastschiffen transportiert wurden. Da die Ostschweiz vorwiegend Textilhandel betrieb, war sie auf funktionierenden Handel von Nahrungsmitteln, schwerpunktmässig Getreide, angewiesen. Auf Grund des schwankenden Wasserspiegels zwischen Sommer und Winter musste jeweils eine Sommer- und eine Winterlandestelle errichtet werden. Bei dem heutigen Altnau wurde somit eine Mole angelegt, die sogenannte „Stelli“. Mit dem Einbruch der Industrialisierung wurde Schiffshandel weniger relevant, da die Eisenbahn schneller und einfacher war. Dies wirkte sich auch auf den Schiffshandel am Bodensee aus, und Winterhäfen wurden nicht mehr beschifft, weshalb die Stelli über die Zeit vom Wasser zerstört wurde und unterging.

#### Datierung
Die heute noch von blossem Auge erkennbare Stelli wurde im Jahr 2012 von einem Tauchteam des Amts für Archäologie Thurgau untersucht. Dieses vermass die Überreste, liess diese Resultate aufzeichnen und barg Proben zur Jahrringdatierung. Durch die Bergung konnte eingesehen werden, dass die Stelli eine L-Form darstellte, welche zwei Schenkel von jeweils 10 und 25 Metern Länge aufwies. Sie bestand aus Fichtenpfählen, die mit den Wipfeln zum Seegrund befestigt wurden. Zwischen den Pfählen wurde mit Querhölzern und Bruchsteinen aufgefüllt, und darauf wurden Rorschacher Sandsteinplatten platziert.
Die Datierung auf dendrochronologischer Ebene mittels eines grossen Fichtenpfahls ging schief, da bei diesem nur 44 Jahrringe erkannt werden konnten. Die Fällung dieses, so ermittelt, fand jedoch im Herbst oder Winter statt. Eine genaue Zeit konnte also nicht ermittelt werden, jedoch wird, auf typologischen und historischen Überlegungen basierend, vermutet, dass die Entstehung der Stelli ins 17. – 18. Jahrhundert zurückreicht.

## Lage
Das Ufer der Gemeinde Altnau erstreckt sich dem Obersee entlang von Nordwest nach Südost. Der Altnauer Steg steht dazu in einem rechten Winkel, zeigt somit also nach Nordost. Durch die Erhöhung des Seerückens wird das Gebiet des Altnauer Hafens Richtung Süden und Westen abgedeckt.
Die Distanz zur nächsten seeangrenzenden Stadt im Nordwesten, Kreuzlingen, beträgt ungefähr 7,5 Kilometer und zur nächsten im Südosten, Romanshorn, rund zehn Kilometer. Zur Seeüberquerung nach Hagnau auf der deutschen Seite des Bodensees müssen mindestens sechs Kilometer zurückgelegt werden.

## Nutzung

### Schifffahrt
Im Gegensatz zu anderen Schweizer Binnenseen gibt es beim Bodensee keine einheitliche Schifffahrtsgesellschaft, sondern mehrere unterschiedliche Schifffahrtsunternehmen. Das ist zurückzuführen auf die Lage des Bodensees, denn diesen (konkret den Obersee) teilen sich die drei Länder Deutschland, Schweiz und Österreich. Somit wird der Hafen Altnau überwiegend von der Schweizerischen Bodenseeschifffahrtsgesellschaft (SBS) angefahren, gelegentlich auch von Schiffen der beiden anderen Länder.
Der Hafen Altnau wird, auf die SBS bezogen, von folgenden Schiffen angefahren:
| Name des Schiffs | Gesellschaft | Baujahr | Tragkraft (Pers.) | Länge (m) | Breite (m) | Leergewicht (t) |
| ---------------- | ------------ | ------- | ----------------- | --------- | ---------- | --------------- |
| MS Säntis        | SBS          | 1956    | 320               | 40.5      | 8.5        | 146.5           |
| MS St. Gallen    | SBS          | 1967    | 650               | 51.2      | 10.5       | 249             |
| MS Thurgau       | SBS          | 1932    | 450               | 49.0      | 9.2        | 228             |
| MS Zürich        | SBS          | 1933    | 450               | 49.0      | 9.1        | 235             |

Schiffstypen der ausländischen Gesellschaften liegen ebenfalls in ähnlichen Grössen.
In der Schiffssaison wird der Altnauer Steg mit der Linie Romanshorn – Immenstaad – Hagnau – Altnau – Güttingen befahren. An bestimmten Tagen (im Jahr 2018 waren dies Mittwoch, Donnerstag, Freitag und Sonntag) wird ab Altnau ungefähr im Eineinhalb- bis Zweistundentakt verkehrt. Insgesamt kommen somit fünf Kurse am Tag zusammen.

### Freizeit
Für Einwohner der Gemeinde Altnau und Umgebung sowie für Touristen dient der Steg als gutes Freizeitangebot. Versehen mit einer Badeplattform am Steg, einer weiteren Richtung Osten gelegenen und mehreren Abstiegsmöglichkeiten wird in der Sommersaison das Schwimmen im See ermöglicht. Am Geländer befinden sich im Falle eines Notfalls verteilt Rettungsausrüstungen für Ertrinkende. Des Weiteren wird am Steg von hobbymässigen Anglern unerwünscht der Angelsport betrieben.

## Architektur

### Vorbereitung
Schon im Jahr 1994 hat eine Arbeitsgruppe der Gemeinde Altnau den Willen zu einer neuen Schiffsanlegestelle geäussert. Der Sinn dahinter war, dass die Attraktivität der Gemeinde gefördert werden sollte. In Altnau existiert ein sehr grosser Campingplatz, der vor allem zur Hochsommerzeit stark besetzt ist. In dieser Saison gehen viele Leute in Altnau an den See, um zu schwimmen. Insgesamt befinden sich in der wärmsten Zeit des Jahres bis zu 2000 Leute in der nahen Umgebung des Hafens, und die Schifffahrt würde neue Grenzen zur Freizeitgestaltung brechen. Im Jahr 2007 kam es somit zur Abstimmung, die neben der Hafenerweiterung vor allem den Bau des Anlegestegs bestätigte.
Positiv mitwirkend dabei war, dass gemäss einer Studie für zusätzliche Schiffsanlegestellen am Bodensee – Obersee 2007 Altnau dem Ort zwischen Kreuzlingen und Horn TG entsprach, der die geringsten umweltrelevanten Auswirkungen mit sich tragen würde. Durch die unmittelbar steigende touristische Attraktivität zog die Schifffahrt ebenfalls einen Vorteil davon.

### Konditionen
Am Altnauer Hafen in Richtung Seemitte liegt ein flaches Ufer vor, das erst den Bau eines solch langen Stegs notwendig macht. Der Grund wurde mittels Sondierung im Jahr 2007 bemessen und ausgewertet. Die Dr. Vollenweider AG unterteilt den Grund in drei geschichtete Phasen:
- Junge Seeablagerungen: Bestehend aus leicht tonartigen, relativ feinsandigen Silten, die locker gelagert sind und eine hohe Wasserkonzentration aufweisen. Die Schichthöhe beträgt am Ufer zwischen zwei und drei Meter, weiter weg nimmt sie bis zu zehn Metern zu.
- Postglaziale Seeablagerungen: Bestehend aus stark tonartigen Silten mit wenig Feinsand, sind weich bis leicht widerstandsfähig. Die Schichthöhe beträgt am Ufer ungefähr zwei Meter und steigt bis zu sechs Metern bei grösserer Entfernung.
- Moräne: Bestehend aus wenig Ton, stark siltig-feinsandig mit hohem Anteil an Kies und Steinen.[7]

### Aufbau

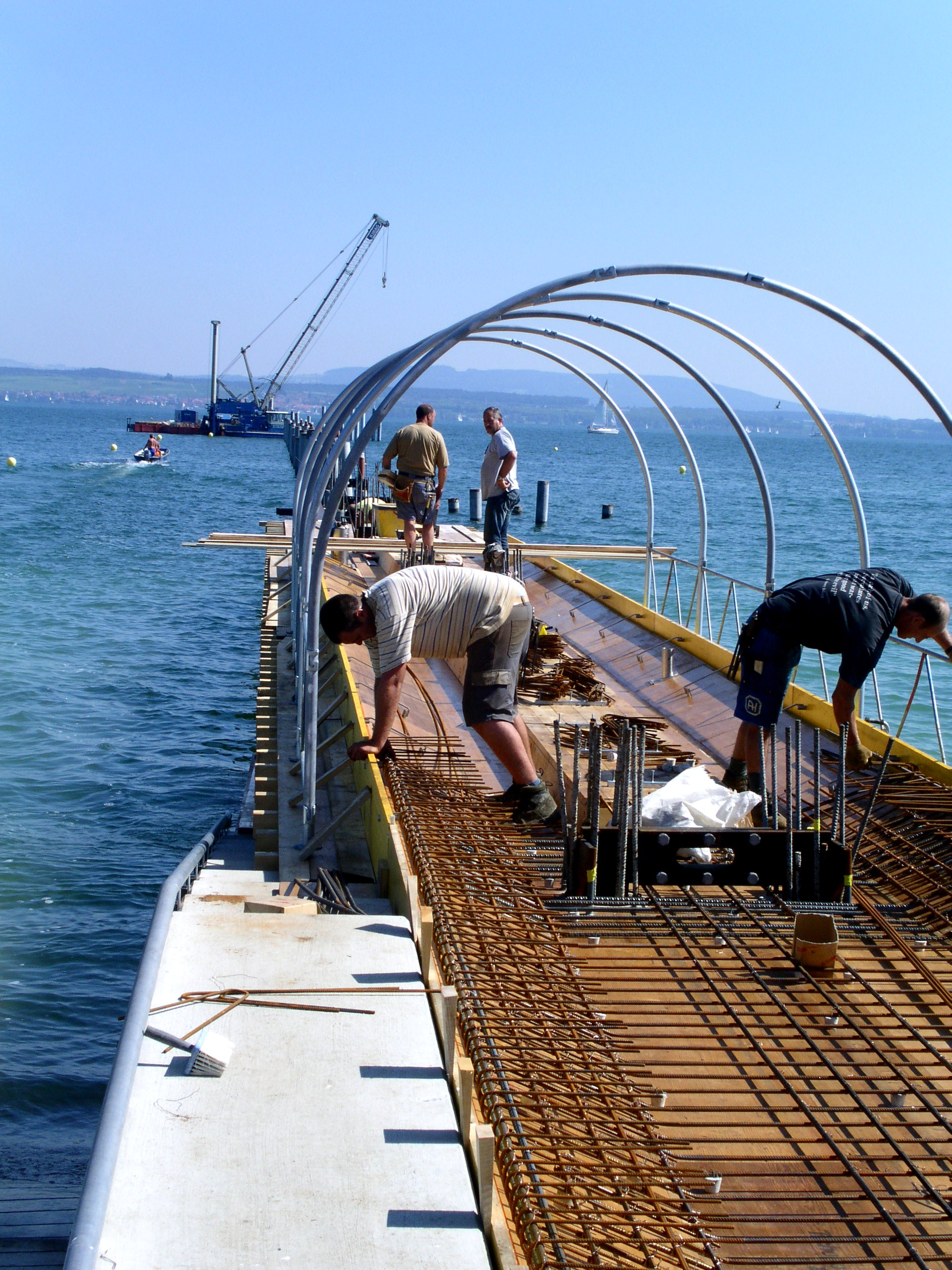
Der Bau des Altnauer Stegs

Die begehbare Fläche des Stegs liegt auf 398 Metern über Meer und somit zum Sommerwasserstand rund zwei Meter höher. Seitlich ist eine Höhe von 15 Zentimetern Beton erkennbar, und die maximale Höhe beträgt 35 Zentimeter. Der Steg wird mit hohlen Betonpfählen mit je 35 Zentimeter Durchmesser fundiert. Diese stehen in Paaren in einem Abstand von zwölf Metern. Während der westliche Pfahl senkrecht in den Boden gerammt wird, hat der östliche eine Neigung von 5º. Das Halten und Fixieren dieser übernimmt die nicht allzu tief gelegene Moräne.
Entlang des Stegs sind beidseitig Absperrungen montiert. Die beiden Geländer variieren voneinander. Das westlich gelegene Geländer ist halb durchgezogen und halb transparent, und es wird ein Handlauf aus Chromstahl geführt. Diese stark geschützte Seite soll einerseits Sicherheit vermitteln, andererseits sollen damit Störungen an Wassertieren verhindert werden. Die östliche Seite dagegen wird nur von in Längsrichtung gespannten Drahtseilen gestützt, und ein Handlauf ist auch nicht vorhanden. Im Bereich der Badeplattform ist eine Lücke, damit der Zugang dazu frei möglich ist.

### Kosten
Der gesamte Bau des Stegs forderte folgende Dinge an:
- Steg mit Länge von 269 Metern inkl. angrenzender Badeplattform
- Prellvorrichtung und Anbindepfähle
- Einstiegsplattform und Zugbrücke
- Plattform der Wartezone
- Warteraum
- Erschliessung mit Elektrizität
- Signalisation, Beleuchtung und Sicherheit
- Badeplattform Ost

Diese Einzelkosten führten zu einer Gesamtsumme von CHF 2'590'000.

## Chronologie
- 1994: als Ziel der Ortsplanung formuliert
- Pfingsten 1999: Jahrhundert-Hochwasser, Pegel KN 5,65 m
- Dezember 2001: Gemeinderat beschliesst Erarbeitung Gesamtprojekt Seeufer
- Mai 2002: Anforderungskatalog mit Anlegesteg für Kursschiffe
- August 2002: Studienauftrag
- Frühling 2003: Vernehmlassungsverfahren bei Bevölkerung, Verbänden, Kanton
- 2004/2005: Gemeinsame Absicht zur Fertigstellung Hafenanlage
- Juni 2005: Projekt-Neustart mit Einbezug Nägeli-Mole
- März 2006: Vorprüfung durch Kanton
- Dezember 2006: Auflage Teilzonenplan und Gestaltungsplan Hafen samt Umweltverträglichkeitsbericht -> Einsprache WWF / Pro Natura
- 20. März 2007, Konzeptstudie Kanton „Zusätzliche Schiffsanlegestellen am Obersee“
- 20. April 2007: Rückzug Einsprache Umweltverbände -> Anforderungen an Stegprojekt
- 7. Mai 2007: Gemeindeversammlung genehmigt Kauf der Liegenschaft "Krone"
- 26. Juni 2007: Kreditgenehmigung Seeuferplanung, Gesamtprojekt 11,3 Mio. Franken
- 3. September 2007: Spatenstich Hafen
- 18. August – 16. September 2008: Planauflage Anlegestelle -> nur private Einsprachen
- 29. April 2009: Plangenehmigung durch Bundesamt für Verkehr BAV
- 5. Mai 2009, Staatsbeitrag zugesichert, CHF 960‘000
- Juni 2009: Baubeginn Steg
- 19. Juni 2010: Einweihung Steg[10]